# Casa-fàbrica Jaume Aimar
La casa-fàbrica Jaume Aimar és un edifici situat als carrers de les Basses de Sant Pere, Sant Pere més Baix i la Séquia de Barcelona. Com que no està catalogat, li correspon la categoria D (bé d'interès documental), atorgada per defecte a tots els del districte de Ciutat Vella.

## Història
A finals del 1750, el mestre de cases Josep Ribes i Ferrer va concertar el matrimoni de dos dels seus fills, Josepa i Josep Ribes i Margarit, amb Francesc i Maria, fills de Jaume Aimar, un tintorer de draps benestant de Barcelona. La cerimònia es va celebrar el gener del 1751 a l'església de Sant Pere de les Puelles. Durant el segle xviii, les famílies Aimar i Cantarell van compartir el govern del gremi de tintorers de draps de Barcelona, i segurament fruit d'aquesta convivència va ser el matrimoni entre Jaume i Eulàlia Aimar i Ribes, fills de Francesc Aimar i Josepa Ribes, i Jacint i Maria Paula Cantarell i Pujol, fills de Lluís Cantarell i Roure i Cecília Pujol, germana del comerciant Ramon Pujol I Prunés.

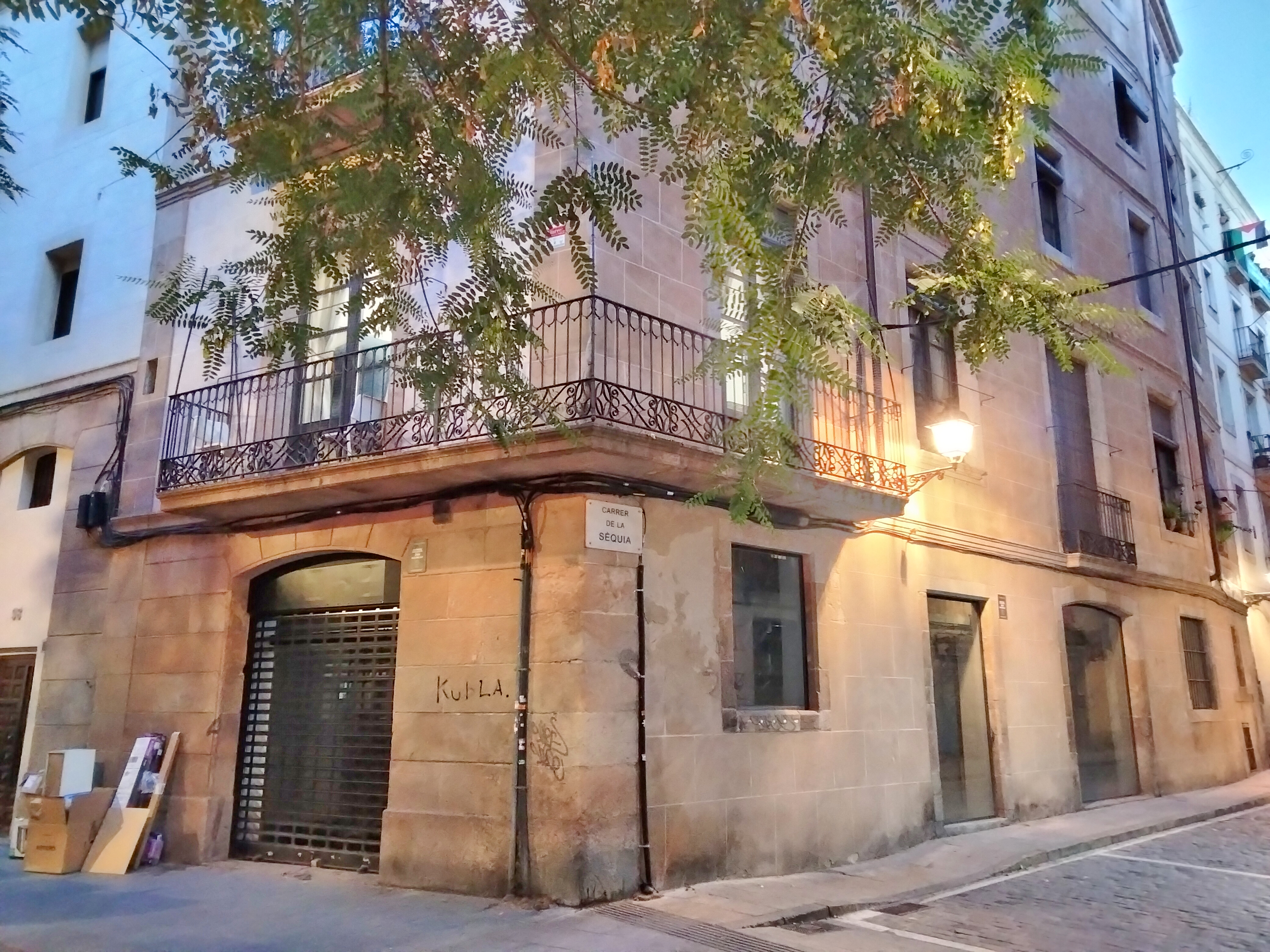
Façana a la cantonada dels carrers de Sant Pere Més Baix i de la Séquia

El 1750, Francesc Aimar va demanar permís per a construir un balcó al primer pis de la seva casa del carrer de les Basses de Sant Pere, i el 1774, el seu fill Jaume va demanar permís per a construir-hi més balcons. El 1792, l'edifici amenaçava ruïna, i va demanar permís per a reconstruir el frontis que donava al Rec Comtal (carrers de Sant Pere més Baix i de la Séquia) i eixamplar un dels ponts que hi havia. Poc després, el 1793, va presentar-ne el projecte de reedificació, obra del seu oncle, l'arquitecte i mestre de cases Josep Ribes i Margarit.
Després de la seva mort, i a instàncies dels creditors, el 1817 es van posar en lloguer el primer pis i l'obrador de tintoreria, i el 1819 es va posar la casa en venda. El 1826, el seu fill Francesc Aimar i Cantarell va demanar permís per a posar unes peces de pisa a sobre de les entrades d'aigua del Rec, i el 1832, la seva vídua Paula Cantarell va demanar permís per a obrir una porta a la façana lateral del carrer de les Basses de Sant Pere, segons el projecte del mestre d'obres Jaume Jambrú.
El 1849 i 1863 la tintoreria era a nom de Salvador Pujol.

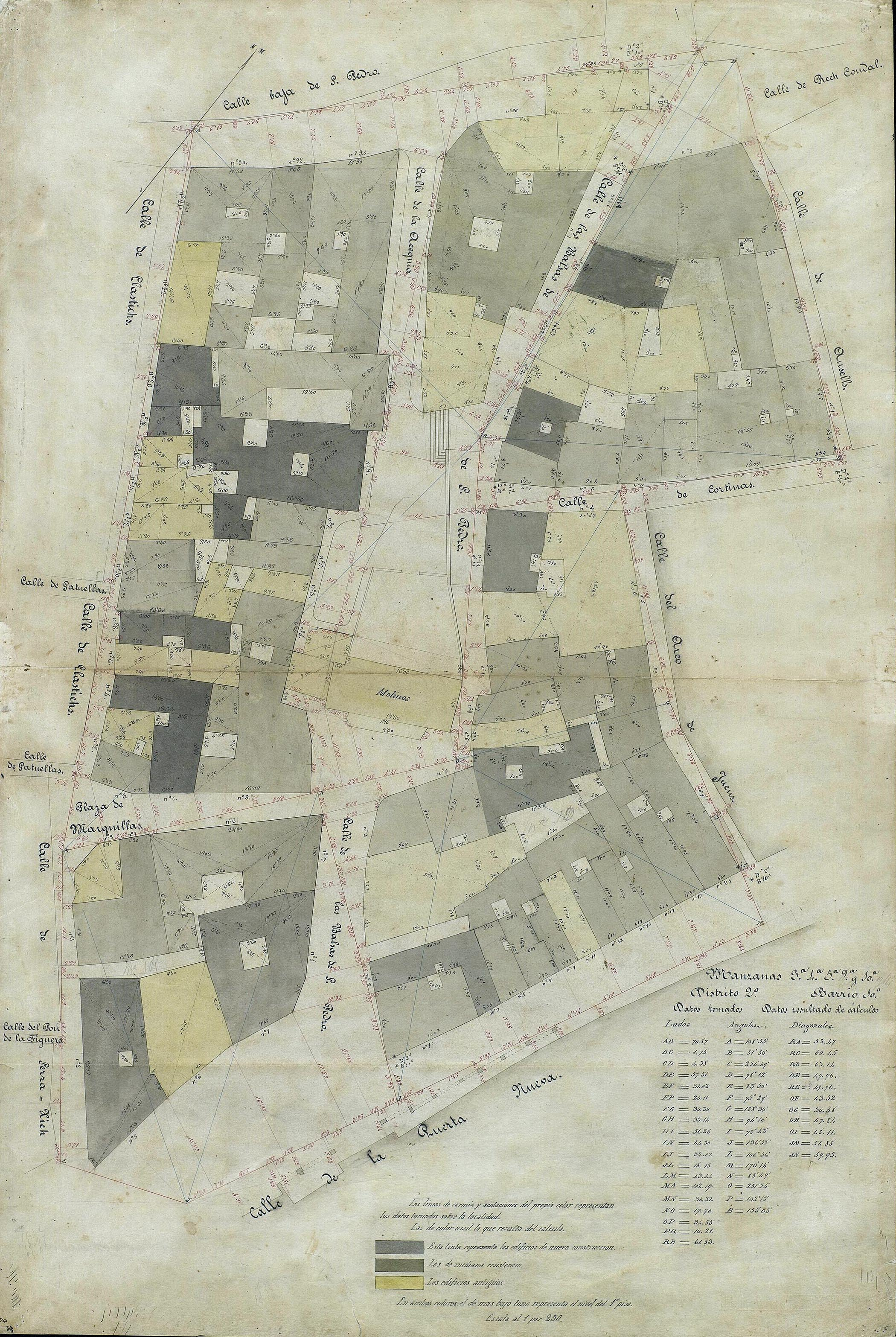
Quarteró núm. 37 de Garriga i Roca (c. 1860)